# بلیندا گرین
بلیندا گرین (انگلیسی: Belinda Green؛ زادهٔ ۱۹۵۲) یک مانکن (فرد) اهل استرالیا است.